# Порослище (Октябрьский район)
Порослище (бел. Параслішча) — урочище, бывшая деревня в Волосовичском сельсовете Октябрьского района Гомельской области Республики Беларусь. Упразднена из состава Волосовичского сельсовета как действующий населенный пункт в 2014 году в связи с отсутствием жителей.

## География

### Расположение
В 23 км на юго-восток от городского посёлка Октябрьский, 26 км от железнодорожной станции Рабкор (на ветке Бобруйск — Рабкор от линии Осиповичи — Жлобин), 253 км от Гомеля.

## Транспортная сеть
Транспортные связи по просёлочной, затем автомобильной дороге Октябрьский — Озаричи. Планировка состоит из двух коротких, параллельных между собой улиц, близких к меридиональной ориентации. Застройка деревянная, усадебного типа.

## История

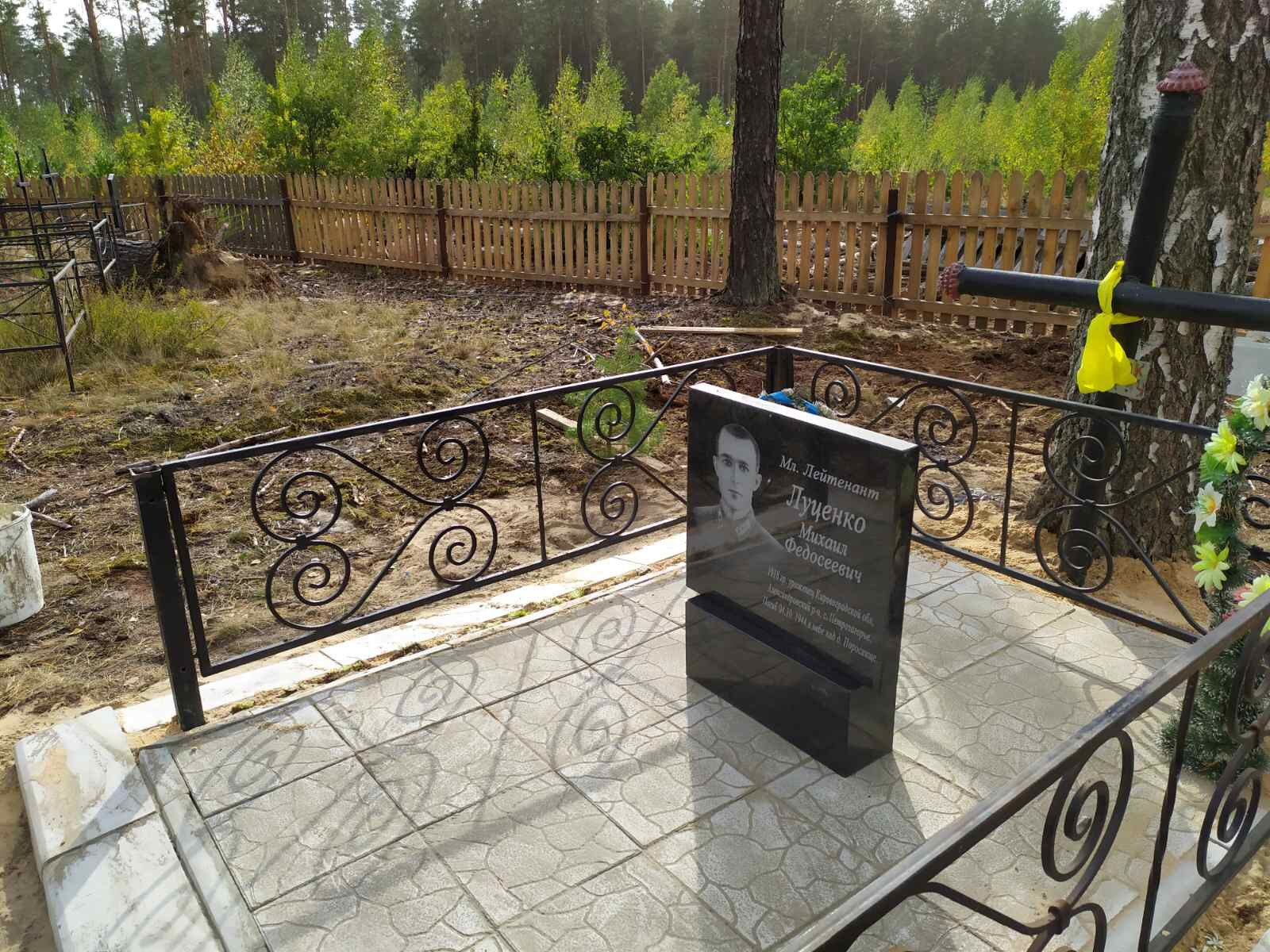

По письменным источникам известна с начала XX века. В 1930 году организован колхоз «Красный партизан», работала кузница. Во время Великой Отечественной войны немецкие оккупанты в апреле 1942 года полностью сожгли деревню и убили 21 жителя. В 3 км от деревни, на болоте, с 17 до 25 марта 1944 года размещался лагерь для гражданского нетрудоспособного населения из разных мест. За 7 дней здесь умерло 900 человек. 33 жителя погибли на фронте. Согласно переписи 1959 года в составе колхоза имени М. В. Фрунзе (центр — деревня Волосовичи).
В 2014 году районными властями принято решение об упразднении деревни в связи с отсутствием жителей.
На 2020 год функционирует гражданское кладбище бывшей деревни, установлен памятник жителям погибшим в ходе Великой Отечественной войны.
На территории гражданского кладбища местной администрацией восстановлен памятник захороненному в деревне советскому воину - уроженцу села Петрозагорье младшему лейтенанту Луценко Михаилу Федосеевичу, 30.09.1918 г.р. летчику 790-го истребительного авиационного полка 129-й истребительной авиационной дивизии 1-й воздушной армии 2-го Белорусского фронта погибшему 04.10.1944 года на самолёте Ла-5 на территории района в ходе подготовки  РККА к Гумбиннен-Гольдапской наступательной операции.

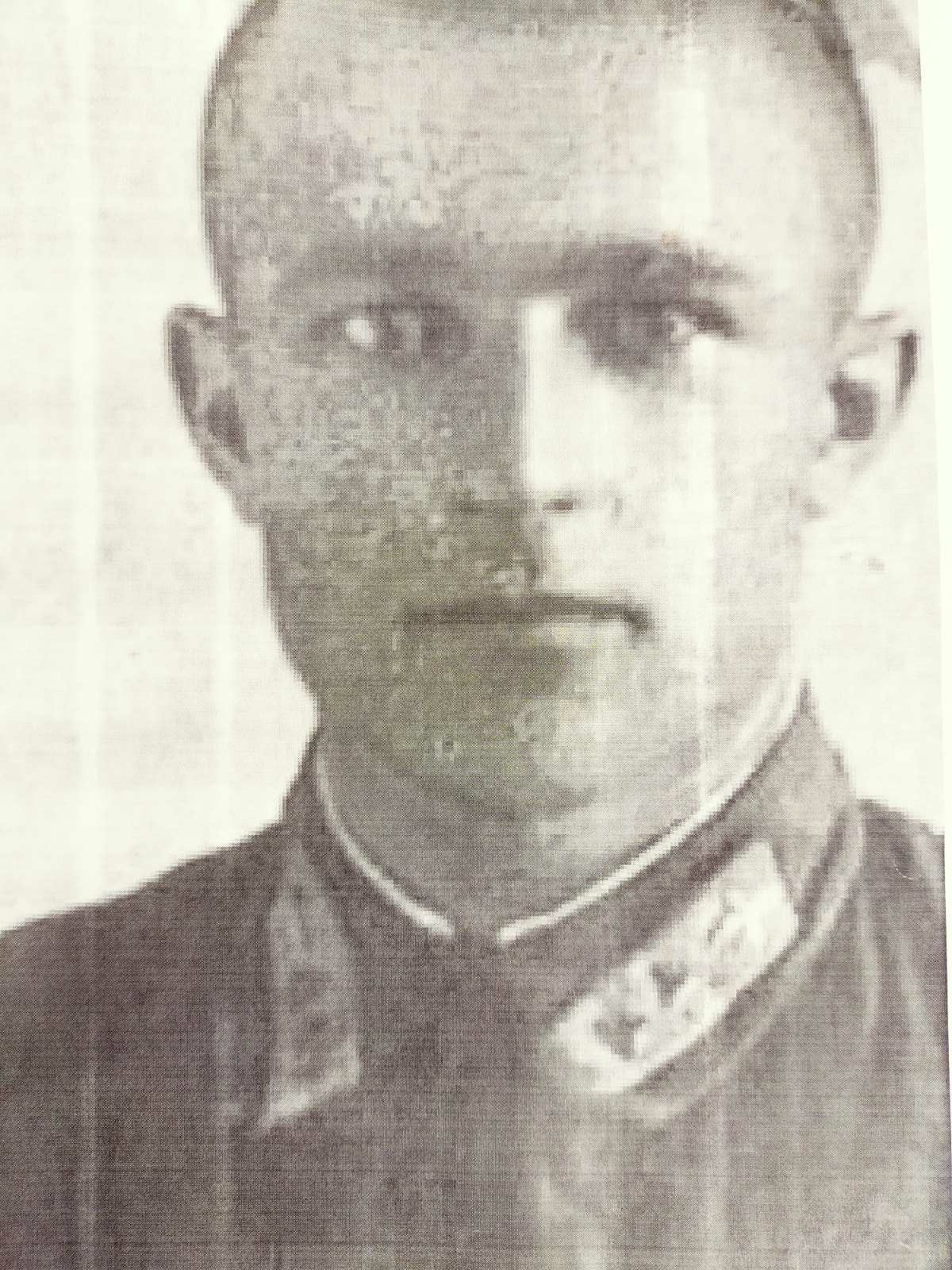
Советский летчик-истребитель Луценко М.Ф.

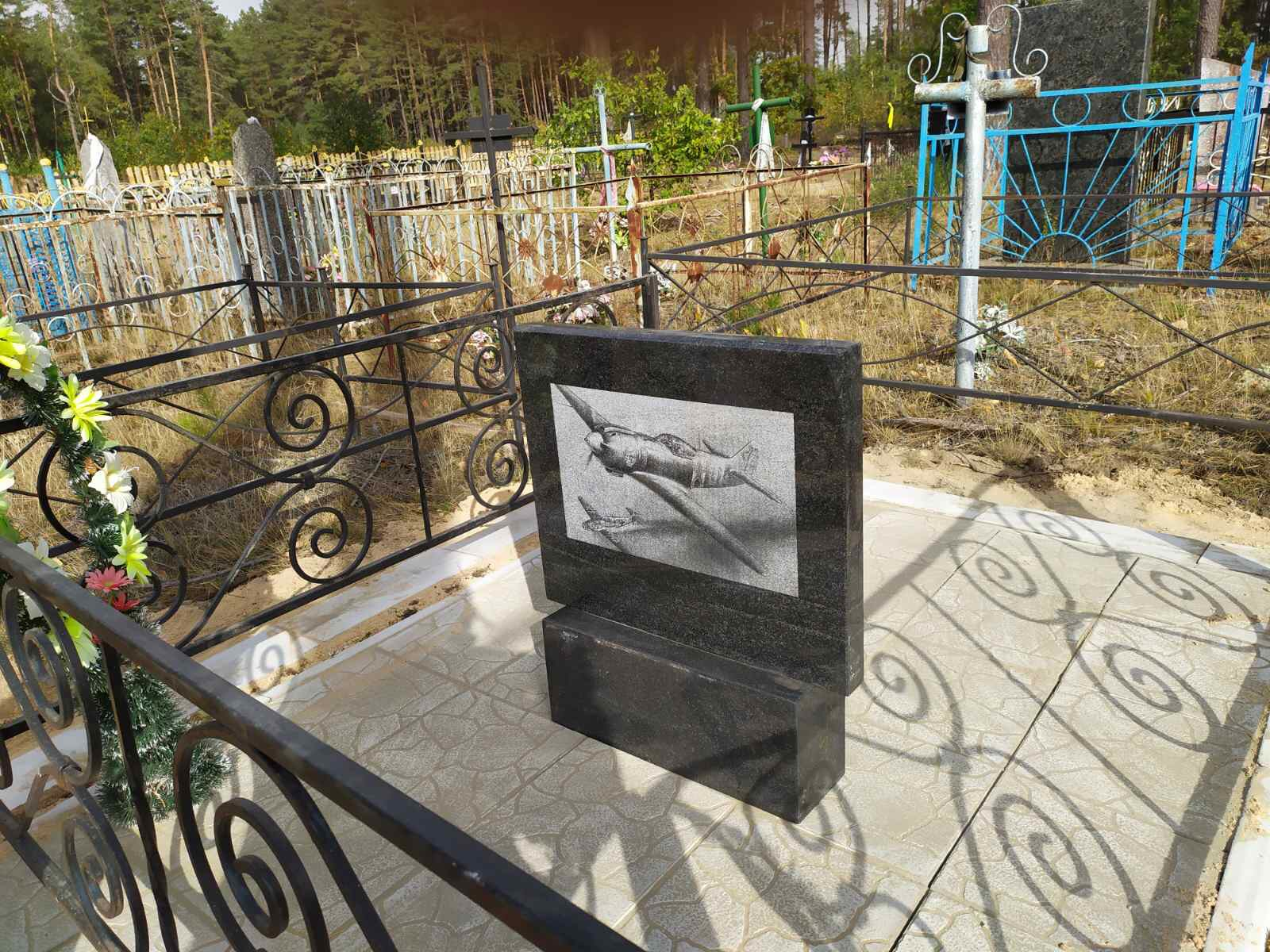

 Памятник герою-освободителю на кладбище в д. Порослище

## Население

### Численность
- 2014 год - 0 жителей.
- 2004 год — 2 хозяйства, 2 жителя.

### Динамика
- 1925 год — 52 двора.
- 1940 год — 70 дворов, 283 жителя.
- 1959 год — 129 жителей (согласно переписи).
- 2004 год — 2 хозяйства, 2 жителя.